# Candas
Candas – miejscowość i gmina we Francji, w regionie Hauts-de-France, w departamencie Somma.
Według danych na rok 1990 gminę zamieszkiwało 807 osób, a gęstość zaludnienia wynosiła 47 osób/km² (wśród 2293 gmin Pikardii Candas plasuje się na 355. miejscu pod względem liczby ludności, natomiast pod względem powierzchni na miejscu 133.).